# Беляков, Виктор Осипович
Виктор Осипович Беляков — советский хозяйственный, государственный и политический деятель, Герой Социалистического Труда.

## Биография
Родился в 1931 году в селе Криуша. Член КПСС.
С 1948 года — на хозяйственной, общественной и политической работе. В 1950—1991 гг. — ученик слесаря, медник, бригадир слесарей-медников Тамбовского завода химического машиностроения «Комсомолец» имени Н. С. Артёмова Министерства химического и нефтяного машиностроения СССР.
Указом Президиума Верховного Совета СССР от 20 апреля 1971 года присвоено звание Героя Социалистического Труда с вручением ордена Ленина и золотой медали «Серп и Молот».
Избирался депутатом Верховного Совета СССР 7-го созыва. Делегат XXIII, XXV и XXVI съездов КПСС.
Умер в Тамбове в 2012 году.